# Mehmet Aurélio
Mehmet Aurelio of Marco Aurélio Brito dos Prazeres (Rio de Janeiro, 15 november 1977) is een Turks voormalig profvoetballer met Braziliaanse achtergrond.

## Biografie
Marco Aurélio kwam in het seizoen 2000/2001 naar Turkije om voor Trabzonspor te spelen. Aurélio kwam met nog drie medespelers over van de Braziliaanse club Olaria die in de lagere divisies uitkomt. In de drie seizoenen die Aurélio speelde voor Trabzonspor ontwikkelde hij zich tot een van de betere centrale middenvelders van Turkije. Begin seizoen 2002/2003 meldde Aurélio zich bij de Turkse topclub Fenerbahçe. Net als bij Trabzonspor had Aurélio even de tijd nodig om zich te bewijzen, maar groeide wel uit tot een van de belangrijkste spelers. De controlerende middenvelder was niet weg te denken uit de eerste elf van Fener. Aurelio was ook zeer geliefd bij de Turkse aanhang omdat hij altijd hard werkte. In juni 2008 maakte zijn zaakwaarnemer Bayram Tutumlu bekend dat Aurelio had getekend voor Betis maar Fenerbahçe ontkende dit. Enkele weken later heeft de transfer toch plaatsgevonden en de club uit Sevilla heeft de middenvelder voor vier jaar vastgelegd.

## Turkse nationaliteit
Vanaf juli 2006 beschikt Marco Aurélio over de Turkse nationaliteit en wil hij voortaan Mehmet Aurelio genoemd worden. Met het krijgen van een Turks paspoort stelde Aurelio zich dan ook beschikbaar voor het Turkse nationale team. De trainer, Fatih Terim, selecteerde hem voor het eerst tegen Luxemburg (1-0 winst Turkije). In Turkije laten vooral de media zich negatief uit over deze bijzondere gebeurtenis in het Turkse voetbal. De meesten zijn bang dat dit ten koste gaat van de eigen jeugd en dat het meer buitenlanders aanspoort dezelfde weg als Aurelio te volgen. Dankzij Aurelio kon Fenerbahçe nog een buitenlandse speler extra toevoegen aan het team. Dit zou volgens velen de reden zijn waarom de Braziliaan voor een Turks paspoort koos.
Mehmet Aurelio nam deel aan het EK van 2008 in Zwitserland en Oostenrijk.

## Erelijst
| Competitie     |             |                           |
| Competitie     | Aantal      | Jaren                     |
| Trabzonspor    | Trabzonspor | Trabzonspor               |
| -------------- | ----------- | ------------------------- |
| Türkiye Kupası | 1x          | 2002/03                   |
| Fenerbahçe     |             |                           |
| Süper Lig      | 3x          | 2003/04, 2004/05, 2006/07 |
| Süper Kupa     | 1x          | 2008                      |
| Beşiktaş       |             |                           |
| Türkiye Kupası | 1x          | 2010/11                   |

| Competitie | Winnaar | Winnaar | Runner-up | Runner-up | Derde   | Derde   |
| Competitie | Aantal  | Jaren   | Aantal    | Jaren     | Aantal  | Jaren   |
| Turkije    | Turkije | Turkije | Turkije   | Turkije   | Turkije | Turkije |
| ---------- | ------- | ------- | --------- | --------- | ------- | ------- |
| EK         |         |         |           |           | 1x      | 2008    |